# Шупп, Пьер де
Пьер де Шупп (фр. Pierre de Chouppes; 3 марта 1531 — 29 апреля 1603) — французский военный деятель, капитан гугенотов.
Происходил из дворянской семьи из Пуату. 
Первоначально служил пажом у герцогини Валентинос; повзрослев, под началом Генриха II принял участие в боевых действиях на территории Италии и в 1552 году отличился во время защиты Меца. Затем служил под командованием герцога Гиза.
В 1560-х годах возвратился в Шупп и перешёл в протестантскую веру, примкнув к партии гугенотов. Конде и Колиньи поручили ему в 1568 году охрану замка Мирбо, который он, однако, принуждён был сдать католикам. Под Жарнаком он сражался в рядах гугенотов.
Возвратившись в Париж вместе с Колиньи, он бежал оттуда во время Варфоломеевской ночи и смог возвратиться в Пуату, где защищал Лузинья с Фронтено (1574 год). После победы католиков был взят в плен. 
Получив свободу, отличился при защите Монтобана и несколькими годами позже — при освобождении короля Наварры, заключённого в Кагор (1580 год). В 1583 году он принял участие в многочисленных военных операциях в Тюле, Кастильоне, Линде, участвовал в сражении при Котре, во взятии Мирбо, осаде Пуатье и так далее. Затем он ушёл из протестантской армии, чтобы посвятить себя участию в религиозной политике; был делегатом в Монте, в Сен-Фо, в Фонтенее, в Лудуне, в Вендоне и в Сомюре; также он несколько раз посещал как посланник короля Генриха IV, однако не сумел заслужить его расположения.